# 趙光遠 (萬曆進士)
赵光遠，字世芳，号裕峰，山東承宣佈政使司冠县崇文乡一里人。明朝政治人物。

## 生平
隆慶元年（1567年）丁卯科山東鄉試第五十六名舉人，明神宗萬曆十七年（1589年）己丑科三甲一百十名進士。历任平谷、邢台、泾阳知县，二十六年升户部河南司主事，二十七年管昌平粮储，三十年升员外郎，本年管象房草场，遷郎中，又出官直隸保定府（今河北省保定市）知府。三十五年考察調簡，因病告归，曾参纂县志。